# A Very Special Love Song
«A Very Special Love Song» es una canción interpretada por el cantautor estadounidense Charlie Rich. Fue publicada el 29 de enero de 1974 como el sencillo principal de su álbum de estudio Very Special Love Songs.

## Lista de canciones
7-inch single – Epic 5-11091
1. «A Very Special Love Song» – 2:44
2. «I Can't Even Drink It Away» – 3:10

## Créditos y personal
Créditos adaptados desde las notas de álbum de Very Special Love Songs.
- Charlie Rich – voz principal, guitarra
- The Nashville Edition – coros
- Billy Sherrill – productor
- Bill McElhiney – arreglos
- Lou Bradley – ingeniero de audio
- Ron Reynolds – ingeniero de audio

## Posicionamiento

### Gráfica semanal
| Gráfica (1974)                                      | Pico de posición |
| --------------------------------------------------- | ---------------- |
| Canadá (RPM Country Playlist)                       | 1                |
| Estados Unidos (Billboard Hot 100)                  | 11               |
| Estados Unidos (Billboard Easy Listening)           | 1                |
| Estados Unidos (Billboard Hot Country Singles)      | 1                |
| Estados Unidos (Cash Box Top 100 Singles)           | 8                |
| Estados Unidos (Cash Box Country Top 75)            | 1                |
| Estados Unidos (Record World Singles Chart)         | 10               |
| Estados Unidos (Record World Country Singles Chart) | 1                |

### Gráfica de fin de año
| Gráfica (1974)                                 | Pico de posición |
| ---------------------------------------------- | ---------------- |
| Estados Unidos (Billboard Easy Listening)      | 15               |
| Estados Unidos (Billboard Hot Country Singles) | 8                |
| Estados Unidos (Cash Box Top 100 Singles)      | 93               |
| Estados Unidos (Cash Box Country Top 75)       | 8                |